# 氷川神社 (板橋区蓮沼町)
氷川神社（ひかわじんじゃ）は、東京都板橋区の神社。地名を冠して蓮沼氷川神社（はすぬまひかわじんじゃ）とも称される。

## 歴史
慶長年間（1596年-1615年）に創建された。1727年（享保12年）の荒川の洪水で、高台の現在地に移転した。新井三郎衛門が資材を提供したことにより、この地に定着することになった。これまでにも洪水のたびに、あちこちに移転したため、「十度の宮」と呼ばれていた。

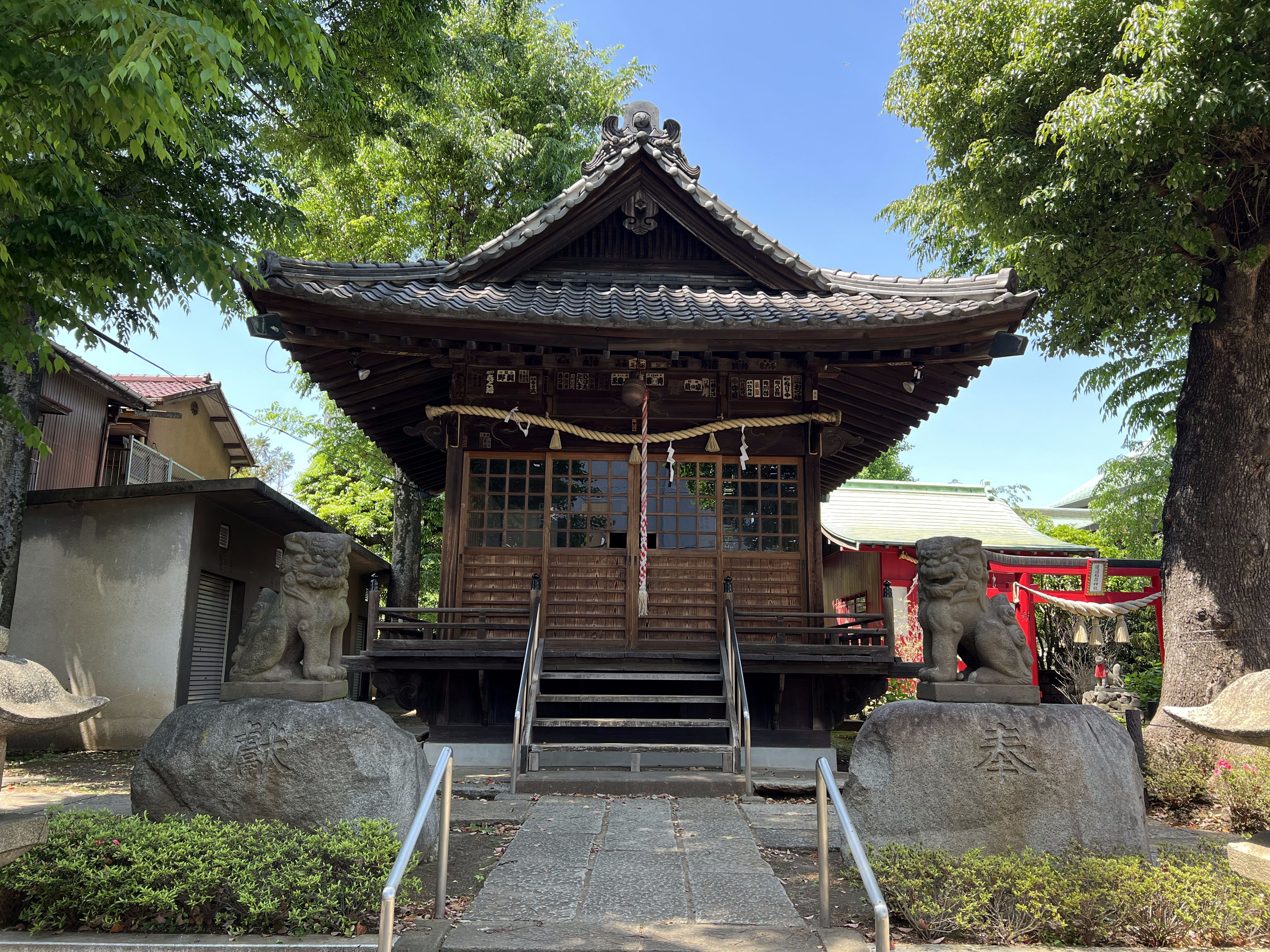
拝殿
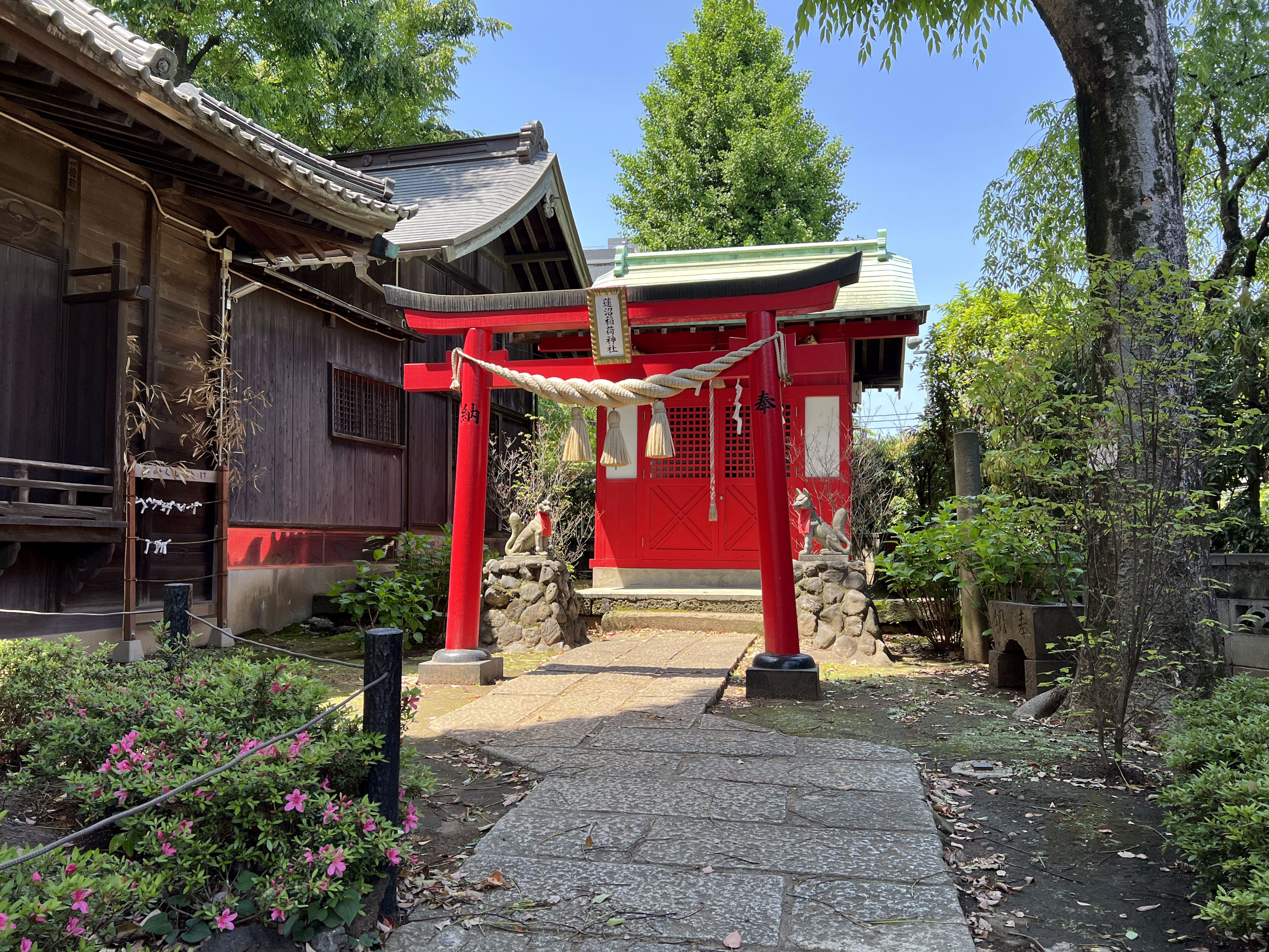
稲荷神社

## 摂末社
- 稲荷神社

1932年（昭和7年）、町内の稲荷神社を境内に移転した。
- 御嶽神社
- 榛名神社
- 阿夫利神社

## 氏子区域
- 蓮沼町
- 大原町の一部

## 交通アクセス
- 板橋本町駅より徒歩7分。